# Wayne Kemp
Pour les articles homonymes, voir Kemp.
Wayne Kemp, né le 1er juin 1941 à Greenwood en Arkansas et mort le 9 mars 2015 à Lafayette dans le Tennessee, est un chanteur et auteur-compositeur de country américain. Il est connu pour avoir coécrit les titres Love Bug pour George Jones  et One Piece at a Time pour Johnny Cash.